# Eaunes
Eaunes – miejscowość i gmina we Francji, w regionie Oksytania, w departamencie Górna Garonna.
Według danych na rok 1990 gminę zamieszkiwało 2550 osób, a gęstość zaludnienia wynosiła 171 osób/km² (wśród 3020 gmin regionu Midi-Pireneje Eaunes plasuje się na 134. miejscu pod względem liczby ludności, natomiast pod względem powierzchni na miejscu 772.).